# Sanjeev Gupta
Sanjeev Kumar Gupta, né le 27 septembre 1971 à Ludhiana en Inde, est un homme d'affaires indien, et fondateur de Liberty House Group. Il est le président exécutif de Liberty House qui réalise un chiffre d'affaires de près de 7 milliards de dollars en 2017, et dirige la GFG (Gupta Family Group) Alliance.

## Biographie
Sanjeev Kumar Gupta est né dans une famille d'industriels du Pendjab indien, et s'est lancé dans les affaires après ses études d'économie à l'université de Cambridge (Royaume-Uni).
Il fonda Liberty House Group et dirige la GFG (Gupta Family Group) Alliance, un empire (extraction minière, production d’acier et d’aluminium, négoce, banque, immobilier…) qui, selon Les Échos (janvier 2020), dégage 20 milliards de dollars de chiffre d'affaires et emploie plus de 30 000 salariés.
Le Serious Fraud Office ouvre en mai 2021 une enquête pour « fraude, commerce frauduleux et blanchiment d’argent » concernant le groupe GFG Alliance.

## Prix et reconnaissance
En mai 2017 à Londres, Sanjeev Gupta a été nommé PDG de l'année aux Platts Global Metals Awards.